# Niedźwiady (powiat żniński)
Niedźwiady – wieś w Polsce, położona w województwie kujawsko-pomorskim, w powiecie żnińskim, w gminie Rogowo.
| SIMC    | Nazwa      | Rodzaj    |
| ------- | ---------- | --------- |
| 1036974 | Żurawiniec | część wsi |

W latach 1975–1998 miejscowość należała administracyjnie do województwa bydgoskiego. Według Narodowego Spisu Powszechnego (III 2011 r.) liczyła 207 mieszkańców. Jest dwunastą co do wielkości miejscowością gminy Rogowo. W pobliżu wsi leży jezioro Niedźwiady.